# Факултет за психологију Универзитета у Варшави
Факултет за психологију Универзитета у Варшави (оригинални назив на пољском језику: Wydział Psychologii Uniwersytetu Warszawskiego (ВПс УВ)) је факултет Универзитета у Варшави који спроводи истраживачке и наставне активности у области психологије.

## Историја[1]
1915. – Оснивање Катедре за психологију на Универзитету у Варшави

1920. – Оснивање Катедре за експерименталну психологију (Одељење за психологију) на Универзитету у Варшави

1927. – Оснивање Катедре за образовну психологију на Универзитету у Варшави

1950. – Отварање првих самосталних мастер студија психологије у Пољској на Универзитету у Варшави

1968. – Учешће студената психологије на мартовским манифестацијама и распуштање смера психологије; затим стварање Психолошко-педагошког факултета, са посебним Институтом за психологију

1969. – Оснивање „Института за докторске студије психологије“

1973. – Психологија се сели у зграду у Ставки 5/7, где се и данас налази.

1979. – Оснивање самосталног Института за психологију са факултетским правима

1981. – Оснивање Психолошког факултета

1997. – Реформа магистарског програма, која је резултирала увођењем флексибилног и либералног система образовања, омогућавајући студентима од прве године да слободно бирају курсеве и индивидуализовани план часова (ово је најлибералнији и најотворенији систем психолошких студија у Пољска).

1997. – Успостављање четворогодишњих редовних докторских студија

2005 – Отварање првог магистарског студија психологије у Пољској у потпуности на енглеском језику (тренутно под називом Варшавске међународне студије психологије)

Пионири истраживања и наставе у области психологије на Универзитету у Варшави укључивали су:
- проф. Др. Јозеф Едвард Абрамовски – суорганизатор психолошких институција: 1907 – Пољско удружење психолога, 1910–1913 – Психолошка радионица и Варшавски психолошки институт при ПТП; покреће и 1915. преузима Одсек за психологију на Филозофском факултету Универзитета у Варшави.
- проф. Др. Вłадисłав (Јозеф Сас Василковицз) Витвицки – шеф катедре за експерименталну психологију на Универзитету у Варшави у годинама 1919–1948.
- проф. Др. Стефан Балеи – доктор и психолог, шеф Катедре за психологију образовања 1927–1952.
- проф. Др. Миецзисłав Креутз – шеф Катедре за експерименталну психологију Универзитета у Варшави 1953–1971.
- проф. Др. Тадеуш Томашевски – шеф Катедре за општу психологију 1949–1968, директор Института за психологију 1968–1978.
- проф. Др. Мариа Зебровска – иницијаторка Факултета за психологију Универзитета у Варшави, бивша шефица Катедре за образовну психологију
- проф. Др. Антонина Гурицка – организатор Психолошких истраживања о механизмима васпитања на Инс

титуту за психологију 1968. године, касније трансформисана у Катедру за примењену психологију образовања, а 1980-их у Катедру за психологију образовања.

## Седиште факултета
Факултет се налази у некадашњој згради основних школа бр.153 и 175 у ул. Ставки 5/7 (раније Ставки 21). Зграда је подигнута 1936–1937 по пројекту Тадеуша Ћверџинског и Романа Солтинског. 1942. године, током велике депортације у логор Треблинка, у згради се налазио штаб СС јединице која је надгледала Умшлагплатз.
У децембру 2017. објављени су резултати конкурса за ново седиште Факултета у ул. Погорзелскиего у Охоти. Зграда треба да буде готова до 2021. године.

## Образовна понуда

### Катедре[8]
- Центар за истраживање предрасуда
- Катедра за неуропсихологију[9]
- Катедра за пословну психологију и друштвене иновације
- Катедра за клиничку дечју и породичну психологију
- Катедра за когнитивну психологију и неурокогнитивне науке
- Катедра за психологију индивидуалних разлика
- Катедра за развојну психологију
- Катедра за социјалну психологију, личност и емоционалне процесе
- Катедра за здравствену психологију и рехабилитацију
- Катедра за психометрију и психолошку дијагностику
- Катедра за психопатологију и психотерапију

### Мастерс програм[10]
Студије психологије су петогодишње мастер студије. Психолошки факултет нуди студије у 3 мода:
- редовни (бесплатне студије)
- пуно радно време на енглеском – Варшавске међународне студије психологије (плаћене студије)[11]
- ванредно (плаћене студије)

Поред тога, Факултет нуди студије из следећих области:
- Примењена психологија животиња – ванредне студије првог циклуса (трогодишње основне студије; плаћено)[12]
- Когнитивне науке – редовне студије другог циклуса (двогодишње мастер студије на енглеском језику; бесплатно)[13]

### Докторске студије
Психолошки факултет омогућава дипломцима мастер студија (не само психологије) развој научног развоја (спровођење научноистраживачког рада) и развој наставних вештина током четворогодишњих докторских студија (студија трећег циклуса).

### Постдипломске студије[14]
За особе са високим образовањем (бачелор или мастер), Факултет психологије Универзитета у Варшави нуди постдипломске студије које проширују знања из области психологије. Већина области студија је такође намењена дипломцима других области осим психологије. Доступна су следећи смерови:
- Психологија управљања људским ресурсима
- Психологија оглашавања
- Коучинг у организацији
- Цаобраћајна психологија
- Тренер когнитивних вештина
- Психолог и васпитач у савременој школи
- Форензичка психологија
- Психологија у настави и васпитању детета
- Рехабилитација деце са сметњама у развоју
- Клиничка дијагноза детета и његове породице

## Научно-истраживачка делатност[15]
На Факултету за психологију Универзитета у Варшави годинама се развија научно-истраживачка делатност. Истраживачи и студенти Факултета за психологију Универзитета у Варшави:
- Годишње објављују десетине књига и чланака у Пољској и иностранству.
- Сваке године спроводе стотине истраживачких пројеката, како сопствених тако и пројеката под надзором.
- Учествују на многим домаћим и међународним конференцијама, а организују и научне конференције из различитих области психологије.
- Комбинују наставни рад са практичним активностима. Факултет за психологију Универзитета у Варшави подучава реномиране клиничаре, форензичке и школске психологе и специјалисте за менаџмент, оглашавање, односе с јавношћу и психологију животне средине.

### Научне активности
Психолошки факултет подржава рад научника нудећи широке могућности за унапређење научних активности, укључујући:
- Психофизиолошка лабораторија на Катедри за индивидуалне разлике
- Експериментална лабораторија за психолингвистику на Катедри за когнитивну психологију
- Лабораторија за животиње на Катедри за биолошку психологију
- Експериментална лабораторија на Катедри за психологију личности
- Центар за дечију психотерапију и експерименталну лабораторију на Катедри за клиничку психологију
- Академски психотерапијски одсек на Катедри за психопатологију и психотерапију

### Истраживачке активности
Категорија коју додељује Научни савет – А+.
Запослени на Психолошком факултету спроводе бројна истраживања у различитим областима психологије.
У области социјалне психологије посебну пажњу заслужују:
- истраживање Центра за проучавање предрасуда (награђеног Ротшилд грантом) о механизмима стварања и смањења предрасуда
- истраживање друштвених појава које је у области теорије сложености спровео проф. Анджеј Новак у сарадњи са запосленима и докторантима Факултета за психологију Универзитета у Варшави и Центром за сложеност при Институту за друштвене науке у Варшави
- иновативно истраживање Студија за истраживање животне средине о понашању људи у граду, на пример везаности за места или осећај сигурности (укључујући феномен затворених заједница), што је резултирало не само бројним научним публикацијама, већ и практичним активностима за град
- истраживања о процесима трансформације пољског друштва
- међународно популарна истраживања о понашању потрошача и рецепцији друштвеног оглашавања.

У области биолошке психологије:
- истраживања у области генетике понашања у вези са биолошким детерминантама индивидуалних разлика (укључујући темперамент, интелигенцију) и друштвеног понашања. За ово истраживање добијени су грантови Министарства науке и високог образовања.
- истраживања у области психофизиологије тражећи везе између свесне људске активности и кардиоваскуларне активности.

У области клиничке психологије:
- истраживање посттрауматских стресних поремећаја (укључујући међу бившим затвореницима концентрационих логора)
- истраживање о дијагнози и терапији деце са поремећајима (укључујући аутизам, Даунов синдром) и изградњи њихових односа са породицом, спроведено како у Пољској тако и у међународној сарадњи
- истраживања брачне терапије и специфичности брачних односа.

У области когнитивне психологије:
- истраживања у области психолингвистике довела су, између осталих, развити методе за проучавање развоја речника код деце. Ово истраживање се спроводи у међународној сарадњи, у оквиру грантова Министарства науке и високог образовања и европских грантова
- истраживање памћења (укључујући селективност памћења и олфакторну меморију).

Бројне студије о емоцијама и њиховој свесној и несвесној регулацији.
Истраживања у свим наведеним областима су међународно призната и резултирају не само стварањем монографија и чланака националног обима, већ се њихови резултати објављују у најпрестижнијим научним часописима у свету. Штавише, резултати истраживања научника са Факултета за психологију Универзитета у Варшави имају практичну примену, доносећи мерљиве ефекте, између осталог: у области брачне терапије. Запослени на факултету се баве и израдом психолошких тестова и прилагођавањем страних тестова пољским условима. Научно особље Факултета чине аутори признатих и најчешће коришћених алата психолошке дијагностике.
Последњих година запослени на Факултету добили су неколико престижних награда и признања. Две међународне награде:
- проф. Др. Јануш Гжелак (2008) – Награду Мортон Дојча (Morton Deutsch Award) за допринос теорији и пракси преговарања
- проф. Др. Мариа Левицка (2008) – Награда за допринос развоју социјалне психологије у Европи[16]

### Међународна сарадња
Научници са Факултета за психологију Универзитета у Варшави спроводе истраживачке пројекте у сарадњи са научницима са универзитета и научних институција широм света, укључујући:
- Универзитет Колумбија, Сједињене Америчке Државе
- Државни универзитет Охаја, Сједињене Америчке Државе
- Универзитет Фридрих Шилер у Јени, Немачка
- Масариков универзитет у Брну, Чешка Република
- Универзитет у Хелсинкију, Финска

и многи други.

## Популаризација психологије од стране Факултета за психологију Универзитета у Варшави
- Научни уторци - то су недељни састанци током којих запослени Факултета и позвани гости са других универзитета могу да поделе резултате својих најновијих истраживања и теоријских промишљања. Састанци се одржавају сваког уторка у академској години у 15.15.. Улаз је бесплатан, а могу учествовати не само студенти и запослени Факултета, већ и сви заинтересовани за дато предавање.
- Запослени на факултету објављују научнопопуларне текстове и учествују у телевизијским и радијским емисијама.
- Викенд са психологијом - манифестација која се организује једном годишње намењена матурантима који желе да се упознају са областима психологије. Учесници два дана могу учествовати у бесплатним предавањима, радионицама и семинарима припремљеним посебно за њих. Они уче шта психологија ради, где можете да радите са дипломом психологије, а такође имају прилику да искусе како је студирати на Факултету за психологију Универзитета у Варшави.
- Факултет за психологију Универзитета у Варшави – упознајмо се! – састанци средњошколаца са докторантима Факултета за психологију Универзитета у Варшави, организовани на захтев школа, током којих студенти могу да науче шта раде психологија и психолози.
- Са психологијом за ти - радионице које се спроводе у средњим школама, током којих ученици имају прилику да развију одабране вештине.

Часописи које издаје Факултет за психологију Универзитета у Варшави
- Psychology of Language and Communication– часопис посвећен психологији језика, који излази на енглеском језику. Главни уредник часописа је prof. dr hab. Барбара Бокус[17].
- Psychologia Społeczna – часопис је посвећен социјалној психологији и феноменима који се с њом граниче. Главни уредник часописа је dr hab. Мариа Левицка.[18]

## Студије на Факултету за психологију Универзитета у Варшави
Током студија на факултету студенти имају на располагању:
- Рачунарске лабораторије
- Бесплатан интернет скоро у целој згради
- ИТ систем за управљање током студија (УСОС)[19]
- Библиотека и читаоница факултета[20]
- Универзитетска библиотека у Варшави
- Лабораторија за дијагностичку технику, са читаоницом и изнајмљивањем психолошких тестова[21]
- Електронски приступ базама података са научним чланцима, укључујући: EBSCO/EIFL Direct, SwetsNet, ScienceDirect, Proquest

Зграда Факултета за психологију Универзитета у Варшави је у потпуности прилагођена потребама особа са инвалидитетом. Факултет има лифтове, пространо купатило, компјутерске лабораторије са специјализованом опремом која омогућава рад слепим и слабовидим лицима, а сала је опремљена акустичном петљом.